# Crotalaria boliviensis
Crotalaria boliviensis är en ärtväxtart som beskrevs av Donald Richard Windler och S.G.Skinner. Crotalaria boliviensis ingår i släktet sunnhampor, och familjen ärtväxter. Inga underarter finns listade i Catalogue of Life.